# Batallón de Auxiliares Argentinos
El Batallón de Auxiliares Argentinos o Auxiliares de Chile fue un cuerpo militar enviado en 1813 por el gobierno patriota de Buenos Aires en apoyo de la revolución patriota chilena. Reclutado en la Intendencia de Córdoba del Tucumán (que todavía incluía a Cuyo), fue la primera división argentina que operó militarmente fuera de los límites del ex Virreinato del Río de la Plata, y estuvo comandada por Marcos Balcarce (o Marcos González Balcarce) y Juan Gregorio de Las Heras. Participó en la campaña militar contra los realistas durante el período que en la historia de Chile se conoce como "Patria Vieja", y regresó a suelo argentino en 1814 luego de la Batalla de Rancagua.

## Antecedentes
El 18 de septiembre de 1810 se instaló en la Capitanía General de Chile, también conocida como Reino de Chile, un gobierno revolucionario. Entre otras medidas, inició contactos con la Primera Junta patriota de Buenos Aires para coordinar esfuerzos en su lucha por la revolución, y de este modo respondió al pedido de ayuda de los patriotas rioplatenses, que habían enviado expediciones militares para controlar el Alto Perú, Paraguay y la Banda Oriental, e impedir así una contrarrevolución realista. 
En 1811 la situación en estos frentes de lucha era indecisa y el gobierno de Buenos Aires solicitó de Chile el envío de una fuerza de auxilio. Los patriotas chilenos organizaron un batallón de 300 plazas que cruzó la cordillera de los Andes y llegó a Buenos Aires el junio de ese año, en medio de grandes muestras de júbilo de la población (Expedición Auxiliadora de Chile).
En 1813 el virrey del Perú, Sousa envió una fuerza militar para recuperar el control de Chile. La fuerza expedicionaria, reforzada por tropas chilenas leales al rey de España Fernando VII, inició operaciones militares contra los patriotas chilenos. El gobierno revolucionario presidido por José Miguel Carrera llamó de regreso a las tropas enviadas a Buenos Aires, y le solicitó a ésta el envío de una fuerza de auxilio. Correspondiendo al gesto chileno de 1811, los argentinos formaron a mediados de 1813 un batallón destinado a luchar en Chile junto a los patriotas de ese país. Por esa época la suerte de la guerra parecía favorable a las armas argentinas:
- en el norte, el general Manuel Belgrano había frenado el avance realista en la Batalla de Tucumán, y su contraofensiva, después de un resonante triunfo en la Batalla de Salta, había llegado hasta la frontera del Alto Perú.
- en la Banda Oriental, solamente Montevideo permanecía en manos realistas y estaba bajo sitio desde octubre de 1812. El Combate de San Lorenzo y otras acciones defensivas de los patriotas habían tornado difícil el aprovisionamiento por vía fluvial.
- en el Paraguay (escenario de una malograda campaña patriota en 1810-1811) se había instalado un gobierno revolucionario que, si bien no colaboraba activamente con los patriotas argentinos, tampoco representaba una amenaza.

El 19 de junio el Gobierno de Chile recibió falsos anuncios de una invasión realista por el norte del país, tomando la medida de solicitar a Buenos Aires una fuerza auxiliar. Frente a un panorama alentador, el Gobierno rioplatense respondió que no creía en la invasión realista, pero que enviaría los socorros que se le requerían.

## Formación del batallón
La fuerza se formó con compañías sueltas de infantería de línea, integradas por hombres de Cuyo y Córdoba. El jefe del batallón fue en principio el teniente coronel Santiago Carreras (o Santiago de la Carrera), gobernador intendente de Córdoba del Tucumán, quien cumpliendo órdenes renunció a la gobernación el 4 de junio de 1813 y el 15 de junio partió de la ciudad de Córdoba junto con una compañía de infantería de línea y cinco carretas menores de municiones. Los oficiales que lo acompañaron eran: sargento mayor Juan Gregorio de Las Heras, capitanes José Antonio Álvarez Condarco y José Argüello, teniente Román Deheza, subtenientes José M. Enríquez Peña y Ramón Aldoy, capellán Ildefonso Marín, cirujano Antonio Martel.
En Mendoza se incorporó otra compañía, al mando del capitán José Vargas y del alférez José Aldao que servía en la ciudad y se procedió a formar una tercera compañía con voluntarios y destinados. El batallón así formado contó con 244 soldados de tropa y 13 oficiales.

(...) hemos ordenado con esta fecha al teniente coronel Carrera, comandante de la tropa de Mendoza para que ponga a disposición de V. E. toda la disponible veterana que tiene a sus ordenes el capitán Heras; y mientras esta fuerza trepa los Andes, saldrán de esta capital 240 granaderos infantes al mando de su teniente coronel Cruz, para que al primer aviso que de V. E. en Mendoza pasen inmediatamente la cordillera. Tenemos el sentimiento de no poder volar con todas las fuerzas de las Provincias Unidas en auxilio de V. E. y de rendir de este modo el homenaje debido a la amistad y a la justicia de la causa de Chile; pero nos atrevemos a lisonjearlos que el auxilio que camina llenara los dos deberes del honor y de la libertad, y que sobre todo la ilustrada energía de V. E. creara los recursos necesarios a sostener, dignamente la seguridad a independencia de los Estados amigos del Sud.

Dios guarde a V. E. muchos años: Buenos Aires, Julio 4 de 1813 - José Julián Pérez - Antonio Alvarez de Jonte - Nicolás Rodríguez Peña. Excmo. Gobierno del Estado de Chile.

## Los Auxiliares en Chile
El 15 de septiembre el Gobierno de Buenos Aires dio la orden de que la tropa pasara a Chile sin tardanza y el Batallón de Auxiliares Argentinos comenzó el cruce de la cordillera de los Andes el 21 de septiembre de 1813 y entró a Santiago de Chile el 4 de octubre. Eran alrededor de trescientos infantes en total. Entre el 15 y el 21 de octubre los Auxiliares Argentinos escoltaron a la Junta de Gobierno chilena desde Santiago hasta Talca.
Al tomar conocimiento de los temores generados en algunos chilenos por la coincidencia del apellido con los Carrera de Chile con el del comandante del batallón auxiliar, ya que temían que fueran parientes, el 17 de septiembre la Junta decidió reemplazarlo y ordenó al teniente coronel Marcos Balcarce que pasara los Andes y el 4 de noviembre de 1813 tomó el mando en Talca. El segundo jefe era el sargento mayor Juan Gregorio de Las Heras.
Después de la Batalla de El Roble (29 de octubre) la Junta chilena decidió remover del mando de las fuerzas patriotas a José Miguel Carrera y confiar esa responsabilidad en un sujeto sin partidos ni relaciones en el país, en alusión indirecta a Balcarce, pero Carrera aceptó entregar el mando con la excepción de que no fuera a Balcarce y el coronel Bernardo O'Higgins lo asumió. Éste reorganizó el ejército patriota chileno y estableció su cuartel general en Concepción. El 31 de enero de 1814 desembarcaron en el puerto de Arauco 800 soldados realistas con 6 cañones enviados por el virrey del Perú y comandados por el brigadier Gabino Gaínza, quien asumió la conducción del ejército leal al Consejo de Regencia y renovó la campaña en el sur de Chile. O'Higgins envió una división al mando de Juan Mackenna para operar en la zona del río Itata, cerca de Chillán, y atraer a los realistas, mientras el grueso del ejército patriota avanzaba hacia el sur.

## Bajo el mando de Mackenna
Los Auxiliares Argentinos, acantonados en Quirihue, al noroeste de Chillán, se integraron en la división de Mackenna y marcharon con éste en febrero de 1814 hacia el río Membrillar. La división de Mackenna en el Membrillar se componía de 800 infantes, 100 dragones y 16 piezas de artillería, siendo nombrado Balcarce como jefe del estado mayor. Los realistas controlaban Chillán y sus fuerzas móviles, compuestas de guerrillas y huasos leales a España, mantuvieron a Mackenna asediado en el Membrillar.
La situación de los patriotas de esta división empeoró por la escasez de víveres y Mackenna despachó destacamentos para proveerse de ganado. En una de esas salidas tuvo lugar la acción de Cucha Cucha el 23 de febrero de 1814. Una columna patriota de 400 fusileros, 40 dragones y 2 cañones, regresaba al campamento con un arreo de ganado cuando su retaguardia, un poco distanciada del grueso, fue atacada por 500 o 600 soldados realistas. Las Heras, al mando de 100 soldados de los Auxiliares Argentinos, protegió la retirada de la columna patriota y en defensa de ella cargó a la bayoneta contra los realistas desalojándolos por varias horas de sus posiciones. Esta acción permitió que la columna regresara al campamento con su arreo, tras lo cual los auxiliares se retiraron en orden. 

El teniente coronel Bueras, con su acostumbrada intrepidez, hizo frente por todos lados con su guerrilla, hasta que fue auxiliado por las demás tropas, en particular por el valeroso sargento mayor de Auxiliares de Buenos Aires don Juan Gregorio de Las Heras, quien con 100 hombres de su cuerpo y bien sostenido por el capitán Vargas del mismo, avanzó con el mayor orden sobre el enemigo, y le obligó con pérdida consideráble á replegarse á una altura.
Parte oficial de Mackenna

En su parte reservado al Gobierno argentino, de fecha 24 de febrero, Balcarce expresó:

En la acción de ayer en que debió perderse Chile por la vengonzosa fuga de sus tropas, hemos tenido oportunidad de salvarlo merced al arrojo y bravura de las nuestras.

En reconocimiento al valor demostrado en este combate el gobierno argentino autorizó a Balcarce a diseñar un escudo de honor. Ese escudo era ovalado, orlado de palmas y de laurel y en el centro el lema:

La Patria a los valerosos de Cuchacucha. Auxiliares en Chile. Año de 1814.

Por los hechos de Cucha Cucha, el Gobierno de Chile decretó el ascenso de Balcarce al grado de brigadier general, mientras que el Gobierno de Buenos Aires lo elevó el 9 de septiembre de 1814 al recientemente creado rango de coronel mayor, siendo el primero que lo obtuvo.
Después de esta acción el grueso del ejército, con O'Higgins a la cabeza, acudió a reunirse con Mackenna y en su avance triunfó sobre los realistas en el Combate de El Quilo (19 de marzo). Gainza intentó impedir la unión de ambas fuerzas y atacó a Mackenna, entablándose la Batalla de Membrillar (20 de marzo). Los Auxiliares Argentinos mandados por Balcarce y Las Heras lucharon en esta acción, que permitió la unión de las fuerzas patriotas y su repliegue ordenado hacia el norte para proteger Santiago. Por orden de Mackenna Balcarce salió de un reducto y cargó a la bayoneta con una compañía de 70 voluntarios reclutados en Córdoba, junto con 3 piquetes chilenos, sobre una columna de 400 hombres comandada por el porteño Manuel Barañao, logrando rechazar el ataque realista. Otros 50 auxiliares comandados por Las Heras lograron rechazar 5 cargas sobre un reducto que protegían. El 23 de marzo pudieron reunirse las divisiones de Mackenna y de O'Higgins, marchando al día siguiente hacia el norte perseguidos por Gaínza, incluyendo a los Auxiliares Argentinos, cruzando ambos ejércitos el río Maule el 4 de abril.
Balcarce fue autorizado por el Gobierno argentino a utilizar un escudo circular de paño azul, orlado de palmas y laurel, bordado con hilos de plata con la leyenda:

La Patria al mérito y al valor en el Membrillar.

Los auxiliares participaron en las acciones de Paso del Maule (2 y 3 de abril), Tres Montes y Paso del Río Clarillos (7 de abril).

## Fin de la campaña en Chile
Luego de triunfar O'Higgins el 8 y 9 de abril en el Combate de Quechereguas, los patriotas pudieron proteger Santiago, debiendo retirarse Gaínza hacia Talca. Luego de ese combate, Balcarce decidió abandonar al ejército chileno, cansado de vejaciones, sin que se abonaran los sueldos a sus soldados, que marchaban casi desnudos y sin racionamiento, pero luego se emitió la orden de Buenos Aires de continuar en campaña, ante al pedido del Gobierno de Chile. Las Heras permaneció al mando desde entonces.
Por mediación del comodoro británico James Hillyar se logró un acuerdo provisorio (Tratado de Lircay, 3 de mayo de 1814) para cesar la lucha. El tratado obligaba a retirarse de Chile al ejército realista en el plazo de un mes, restaurándose los símbolos españoles, por lo que los Auxiliares Argentinos abandonaron el ejército en campaña ante la virtual rotura de la alianza argentino-chilena debido a los compromisos acordados por Chile con los realistas, y se dirigieron hacia Santa Rosa de los Andes para cruzar a Mendoza, pero un temporal cerró el paso cordillerano a mediados de mayo. 
El 1 de junio de 1814 Balcarce fue nombrado gobernador intendente de Cuyo, cruzando solo la cordillera de los Andes el 25 de junio, aún cerrada, y quedando Las Heras al frente del batallón.

Después de la negociación celebrada entre el supremo director del reino de Chile y el general del ejército enemigo, debe suponerse innecesaria la división auxiliar de este ejército que se halla al mando de V.S., por lo que me ordena S.E. le prevenga que dejando el mando de ella al sargento mayor don Juan Gregorio de Las Heras, se dirija V.S. a la ciudad de Mendoza, donde fijará su residencia, y deberá hallar los despachos e instrucciones para el nuevo cargo de intendente de la provincia de Cuyo que se confía a su celo, previniendo a dicho sargento mayor que luego que el tiempo lo permita, pase la cordillera y se dirija a aquella ciudad a ponerse a las inmediatas órdenes de V.S. con toda la fuerza de su mando.
Oficio del secretario de Guerra Javier de Viana a Marcos Balcarce.

Los auxiliares se concentraron en Santiago por orden del director supremo Francisco de la Lastra con fecha 16 de junio de 1814, para apoyar al gobierno ante la inminente revolución de Carrera. El 22 de junio llegaron a Santiago y se alojaron en el cuartel de San Pablo. Durante la noche se produjo el derrocamiento de Lastra por parte de Carrera, pero Lastra pidió a Las Heras que reconociera al nuevo gobierno de Carrera y los auxiliares no intervinieron. Carrera no derogó el Tratado de Lircay y ordenó a los auxiliares que se unieran al ejército comandado por él para apoyarlo en la guerra civil que comenzaba. Las Heras decidió mantener prescindente al Batallón de Auxiliares Argentinos:

Usted no puede ser neutral cuando se trata de sostener al gobierno, y entiende mal el decoro de las armas de su gobierno con separarse de la defensa que le incumbe, y sólo le es prohibido formar partido con facción que atente á su autoridad.
Oficio de Carrera a Las Heras, del 23 de agosto de 1814

Las Heras respondió a la Junta de Chile el 25 de agosto:

Sindicado ayer de parcialidad á V. E., y notado hoy por V. E. de adhesión á una parcialidad contraria, nadie ha debido ofenderse de la neutralidad con que, pronto á todo servicio del Estado sólo he tratado de prescindir de sus cuestiones domésticas. Ni puede V. E. hacerme un deber de decidirme á sostenerle por la fuerza, que á hacer tal, debería haberme antes empeñado en sostén del gobierno anterior, y entonces no se me haría este cargo. Mero espectador en aquella escena, lo debería ser igualmente en ésta, si la retirada no me separara antes del desenlace de la acción en que la presencia de mi tropa podría haber tomado un papel importante á la protección del orden y quietud interior.

Las Heras escribió a Balcarce:

Es visto que los chilenos no nos quieren. No fue así en otros tiempos; y aunque ahora, en mi concepto, se hallan doblemente apurados, su orgullo es tal, que más estiman ser esclavos que debernos la libertad. Estoy con algún cuidado porque estos son unos demonios, pero si algo se les pone en la cabeza les pesará.

Carrera expulsó a los auxiliares de Santiago, mandando que desalojaran el cuartel de San Pablo y se dirigieran a Los Andes.
Estalló la lucha entre los partidarios de Carrera y los de O'Higgins, quien marchó con sus tropas sobre Santiago para restaurar al gobierno depuesto. En este contexto, los realistas recibieron refuerzos desde el Perú y renovaron su ofensiva para acabar con la revolución chilena. El 13 de agosto Mariano Osorio desembarcó en Talcahuano y marchó con 5.000 hombres sobre Santiago. Aunque los bandos patriotas enemistados chocaron en Maipo, dejaron de lado sus diferencias para enfrentar el enemigo común, reconociendo O'Higgins a la junta presidida por Carrera. La causa de la revolución sufrió una severa derrota en el Desastre de Rancagua (1 y 2 de octubre de 1814). Los Auxiliares Argentinos no intervinieron en esta batalla pues a las órdenes de Las Heras se encontraban en la Villa de Santa Rosa de los Andes prontos a repasar la cordillera cuando la estación lo permitiera, pero requeridos por el gobierno chileno de Carrera marcharon el 4 de octubre hacia la costa de San Antonio para prevenir un desembarco realista y reforzar la línea defensiva que debía intentar evitar la caída de Santiago. Según Las Heras, Carrera tenía la intención de enviar a los argentinos a la primera línea como carne de cañón para ganar tiempo en su retirada.
Sin embargo, después del Desastre de Rancagua la revolución chilena se dio por perdida y numerosos patriotas abandonaban el país para cruzar la cordillera y refugiarse en Mendoza. Al llegar a la cuesta de Chacabuco, Las Heras se encontró con los emigrantes provenientes de Santiago, suspendió el avance, se unió a O'Higgins, quien también atravesó la cordillera al frente de los restos de la división que había comandado en la Batalla de Rancagua, y protegió su retirada en la retaguardia de la columna. Carrera con 400 o 500 hombres cruzó la cordillera desde el pueblo de Santa Rosa.
El 12 de septiembre José de San Martín había sido nombrado gobernador intendente de Cuyo en reemplazo de Balcarce, a quien se ordenó regresar a Chile, sin que pudiera concretarlo, por lo que quedó a las órdenes de San Martín como comandante general de armas.

## En el Ejército de los Andes
Como respuesta al Tratado de Lircay, el Gobierno de Buenos Aires había emitido una orden el 1 de junio de 1814 para que los Auxiliares Argentinos regresaran a Mendoza, a donde se establecieron en octubre de 1814 luego de permanecer algunas semanas en Uspallata. Después de conjurar el peligro de una sublevación de los Carrera, los auxiliares regresaron a Uspallata. 
Los 180 Auxiliares Argentinos remanentes, bajo el mando de Las Heras, se integraron a las fuerzas que comandaba San Martín, que luego serían llamadas Ejército de los Andes, y formaron la base del Batallón de Infantería N° 11. 

(...) sirviendo a V. S. de base los auxiliares que vengan de Chile, forme un batallón de infantería de línea.

El 23 de noviembre Las Heras fue nombrado comandante del batallón. Con esa denominación hicieron la nueva campaña de Chile (1817-1818), bajo el mando directo de Las Heras, y posteriormente la campaña de Perú (1821-1824). Después de la sublevación del Callao el Batallón fue disuelto, pero el Gobierno argentino lo volvió a crear en 1865.